# Футбольный лексикон

## X (латиница)
- xG (expected goals — ожидаемые голы), первоначально в русскоязычной версии наиболее вероятный счёт[1] — методика определения наиболее вероятного результата матча на основании созданных командами потенциально голевых моментов.

## А
- Авоська (сленг) — сетка ворот.
- Автобус — сверхоборонительная тактика, когда команда в полном составе нацелена исключительно на оборону собственных ворот и не помышляет о контратаках.
- Автогол — мяч, забитый футболистом в свои ворота.
- Андердог — команда, у которой меньше шансов на победу (в матче, турнире), предполагаемый аутсайдер (см.). Противоположность фавориту.
- Антифутбол

- стиль ведения игры командой, характеризующийся примитивностью и незрелищностью, с сильным акцентом на оборонительные действия.
- неспортивное поведение отдельных игроков (симуляции, провокации).

- Арбитр — футбольный судья.
- Аренда — переход игрока из одного клуба в другой на оговорённое время, при котором права на игрока остаются у первого клуба.
- Аритмия — смена (иногда частая) темпа игры. Аритмия может быть следствием физической усталости игроков или преднамеренной частью игровой концепции.
- Ассист (от англ. assist — помощь) — голевая передача.
- Ассистент — игрок, отдающий голевую передачу.[источник не указан 988 дней]
- Атака — продвижение к воротам противника.
- Аут (от англ. out, выход) — выход мяча за боковую линию.
- Аутсайд — фланговый, крайний нападающий, играющий на правом или левом фланге.
- Аутсайдер — команда, идущая на последнем или одном из последних мест в турнире.

## Б
- Бабочка — глупая нелепая ошибка вратаря при приёме мяча, в результате которой он пропускает гол.
- Банка:
  - скамейка запасных;
  - гол;
  - ворота.
- Бегунок — игрок, обладающий высокой скоростью, но с прямолинейной манерой игры.
- Безадресная передача — передача (пас) в зону, где нет никого из партнёров.
- «Бей — беги» — примитивная тактика ведения игры (характеризуется также слоганом «бей вперёд — игра придёт»). См. также лонг-бол, навал.
- Бисиклета (велосипед) — удар ножницами в прыжке через себя.
- Бек (от англ. back) — то же, что защитник.
- Бетон — глухая оборона.
- Ближняя штанга — штанга ворот, ближняя к игроку, выполняющему передачу или удар, а также область штрафной в непосредственной близости от нее. Соответственные термины: ближний угол, ближняя девятка.
- Болельщик — любитель спортивных состязаний, зритель, поклонник какой-либо спортивной команды. Различают кузьмичей и фанатов (см. кузьмич и фанат).
- Бомбардир — игрок атакующего характера.
- Бокс-ту-бокс — центральный полузащитник, выполняющий большой объём работы по всему полю и одинаково полезный как в разрушении, так и в созидании.
- Боксинг дэй — послерождественский период в английском футболе, на который приходится большое количество матчей (чемпионата и кубка) за короткий промежуток времени.
- Бол-бой — мальчик, подающий мячи во время матча.
- Бровка — боковой край поля.
- Быстрый гол — таковым считается гол, если мяч оказался в воротах противника до девятнадцатой минуты матча включительно.[источник не указан 988 дней]

## В
- Вингер (от англ. wing — крыло) — крайний нападающий или игрок другого амплуа, выполняющий эти функции;
- Висеть (сленг):
  - висеть на карточке (предупреждении) — 1) ситуация, при которой игрок имеет непогашенные предупреждения, полученные в предыдущих матчах, и очередное предупреждение повлечёт за собой, согласно регламенту турнира, дисквалификацию на следующий матч; 2) ситуация, при которой игрок уже получил предупреждение в проходящем матче и следующее предупреждение в данной игре повлечёт за собой удаление с поля.
  - висеть на сопернике — то же, что плотно опекать.
- Волевая победа - итоговая победа команды в матче, где она первой пропустила гол.
- Волна — пример метахронального ритма, достигаемого в переполненном стадионе, когда сидящие друг за другом группы зрителей поочерёдно встают, кричат и поднимают руки.
- Ворота — конструкция из двух штанг и перекладины на двух краях футбольного поля, определяющая площадь (в пространстве) через которую игроки соперника пытаются доставить мяч. Размер — 7,32 метра на 2,44 метра.
- Вратарь — игрок, защищающий ворота.
- Вратарская площадка — площадь внутри штрафной, в которой запрещена любая борьба с вратарём.
- Второй этаж (сленг) — игра головой; верховое единоборство (борьба на втором этаже).
- Выкатить (мяч) под удар — отдать несильный пас низом партнеру, находящемуся лицом к воротам, чтобы тот сходу нанес удар по ним.
- Вынос:
  - сильный удар по мячу игроком защищающейся команды с целью выбить его как можно дальше от своих ворот и разрядить таким образом обстановку;
  - лёгкая победа с крупным счётом (сленг).

- Выйти из ворот (о вратаре) — уйти далеко от линии ворот (как правило, за пределы вратарской площадки), например, для принятия или перехвата передачи.[источник не указан 988 дней]
- Ви́дение поля — способность видеть поле для передачи партнёру.
- Выживание, борьба за выживание — турнирная ситуация, при которой команда борется за сохранение места в дивизионе (лиге).

## Г
- Гандикап — соревнование, в котором одна из команд заранее получает некоторое преимущество (фору).
- Глорихантер (от англ. gloryhunter, неодобр., сленг, также Глор) — болельщик, поддерживающий фаворитов.
- Гол (от англ. goal, цель) — взятие ворот соперника, для которого необходимо, чтобы мяч полностью пересёк линию ворот.
- Гол в раздевалку — гол на последних минутах первого тайма.
- Гол из раздевалки — гол на первых минутах второго тайма.
- Гол престижа — гол проигрывающей команды при разгромном счёте.
- Голевой момент — момент в игре, при котором атака на ворота соперника с высокой долей вероятности может завершиться голом. Игрок упустил голевой момент — не использовал хорошую возможность забить гол.
- Голевая ситуация — перспективная атака, в которой с высокой долей вероятности может возникнуть голевой момент.
- Голевая передача (голевой пас) — пас игроку, непосредственно после которого был забит гол. Голевой пас также засчитывается, если мяч был забит после того, как вратарь отбил мяч, либо мяч отскочил от каркаса ворот или защитника.
- Голкипер (от англ. goalkeeper) — вратарь.
- Горчичник (сленг) — жёлтая карточка.
- Грузить — производить частые навесы в штрафную площадь на своего нападающего в попытках преодолеть плотную оборону соперника.
- Группа смерти — группа в турнире, состоящая из примерно равных по высокому мастерству команд. Оценочно определяется после жеребьёвки.
- Группа жизни — группа в турнире, состоящая в большей степени из аутсайдеров турнира с ярко выраженным фаворитом или без него.
- Голевое чутьё — чувствовать когда надо бить по воротам.[источник не указан 988 дней]

## Д
- Дайвер (ныряльщик, симулянт) — игрок, симулирующий нарушения на себе. См. также Нырок.
- Дальняя штанга — штанга ворот, дальняя от игрока, выполняющего передачу или удар, а также область штрафной в непосредственной близости от неё. Соответственные термины: дальний угол, дальняя девятка.
- Двенадцатый игрок — болельщики, ярко поддерживающие свою команду.
- Двойной хет-трик — шесть мячей, забитых одним игроком за матч.[источник не указан 988 дней]
- Девятка:
  - сленговое название правого и левого верхних углов ворот. Название происходит от применяющегося в тренировочном процессе щита с нарисованными воротами, где нумерованными квадратами обозначены зоны справа и слева от вратаря. Иногда, исходя из нумерации квадратов, о попадании в нижние углы футбольных ворот говорят: «попасть в „шестёрку“»;
  - центральный нападающий, от традиции давать игрокам этого амплуа девятый номер.
- Делегат — назначаемое на матч должностное лицо, ответственное за организацию матча. На особо важные матчи может назначаться дополнительно комиссар.[источник не указан 988 дней]
- Десятка — оттянутый нападающий или игрок другого амплуа, выполняющий эти функции, от традиции давать им десятый номер.
- Дерби — матч принципиального характера между двумя соперничающими командами из одного города или района.
- Дерево (сленг) — игрок, не оправдывающий ожиданий болельщиков (от сравнения с неподвижным растением), а также игрок, не обладающий должным умением приёма (обработки) мяча.
- Джокер — игрок, выходящий на замену, способный кардинально изменить ход игры в пользу своей команды.
- Диагональ — длинная передача, практически через всё поле от своей штрафной площадки на противоположный фланг у штрафной площадки соперника (в диагональном направлении, откуда и название): чаще всего её выполняют центральные или фланговые защитники, обладающие хорошим пасом. Нередко такие передачи становятся пасом-ассистом, после которого забиваются голы. Считаются знаком мастерства.
- Дивизион — совокупность команд, составленная по спортивному принципу. Иногда при его формировании учитывают также и географическое положение участников. При проведении чемпионата команды дивизиона встречаются только между собой. Родственные понятия — лига, серия и т. п.
- Диспетчер — игрок полузащиты, амплуа которого аналогично амплуа плеймейкера. Именно через него проходят все пасы средней линии команды.
- Длинная скамейка — широкий выбор запасных игроков, способных заменить игроков основного состава. При этом нет серьёзной потери в качестве игры. Очень актуальна в длительных турнирах, по ходу которого многие успевают получить разной степени травмы и испытать временные спады игровых кондиций.
- Договорняк — договорной матч. См. также слив.
- Домик — место между ног вратаря, куда может пролететь мяч и оказаться в воротах. (Для полевого игрока см. очко)
- Дом (через дом) — подсказка (предложение) игроку, владеющему мячом, отыграться через вратаря или центрального защитника, отдав пас назад.
- Дополнительное время — время, добавленное к матчу сверх основного и компенсированного, т. н. экстра-тайм. Назначается обычно с целью выяснения победителя в матче или по сумме двух матчей. Дополнительное время состоит из двух таймов по 15 минут каждый. Кроме того, к обоим таймам может добавляться компенсирующее время.
- Дриблинг — движения игрока, владеющего мячом, с обводкой игрока(ов) соперника.
- Дубль
  - выигрыш какой-либо командой первенства и кубка страны в одном сезоне (см. Золотой дубль (футбол))
  - два гола, забитых игроком в течение матча
  - молодёжный состав какой-либо команды или второй состав, состоящий из более слабых игроков.
- Дубль-вэ — тактическая схема 3-2-2-3.
- Дух — специфическая атмосфера, аура внутри коллектива, команды, например, «спартаковский дух».

## Е
- Единоборство — борьба двух игроков противоположных команд за овладеваение мячом или получение игрового преимущества для своей команды.
- Еврокубки - клубные соревнования, проводимые под эгидой УЕФА.

## З
- Замкнуть штангу — выполнить удар по воротам с близкой дистанции, находясь у штанги, после передачи (прострела) с другого фланга.
- Забегание — технический приём, при котором игрок без мяча пробегает мимо игрока с мячом и может получить от него короткий пас.
- Зажаться — оборонительная стратегия, связанная с плотной игрой на своей половине поля, преимущественно возле своей штрафной, почти всей командой. При этом максимальное действие в атаке — контрвыпад одного-двух футболистов.
- Зажигать (об арбитре на линии) — поднимать флажок, сигнализируя главному судье о нарушении правил либо офсайде.
- Заряжать:
  - Зарядить — нанести сильный удар по воротам.
  - Заряженность (в отношении судьи) — изначальная благосклонность арбитра к одной из команд вследствие предполагаемого (гипотетического) подкупа.
- Защитник — игрок линии обороны.
- Звезда — знаменитый игрок.
- Золотой гол — гол, забитый в дополнительное время, после которого игра заканчивается победой забившей команды. Определяется регламентом чемпионата, в настоящее время в официальных турнирах отменён. Также может употребляться в значении забитого мяча, принёсшего звание чемпиона.
- Золотой матч — дополнительный матч за 1-е место, предусмотренный по итогам сезонного чемпионата при равенстве очков (или при равенстве очков и ряда других показателей). Также может употребляться в значении матча, в котором решается судьба чемпионства.

## И
- Игра в линию — тактика осуществления (метод) обороны, в соответствии с которой защитники располагаются в линию, либеро отсутствует.
- Игра на носовом платке — продуктивные действия с мячом на очень маленьком участке поля. Образно — на носовом платке.
- Из-под защитника (удар) — удар по воротам из точки, близкой к защитнику соперника так, что тот заслоняет от вратаря момент удара, затрудняя тому предугадывание траектории мяча.
- Инсайд — немного оттянутый назад игрок линии атаки, расположенный между линией нападения и линией полузащиты. Играет роль связующего.
- Искусственный офсайд — положение «вне игры», осознанно созданное игроками обороняющейся команды.
- Инспектор — должностное лицо, назначаемое на матч в целях оценки действий судейской бригады.

## К
- Камбэк (от англ. comeback — возвращение) — ситуация, при которой одна из команд отыгрывает счёт в матче или двухматчевом противостоянии. (Лига Европы 2018/19: ФК Зенит, Санкт-Петербург  — ФК Динамо, Минск. Первый матч — 0:4, второй матч — 8:1).
- Капитан — игрок-лидер команды, носит повязку, которая отличает его от других игроков.
- Катеначчо (от итал. сatenaccio) — тактическая схема с акцентом на обороне и тактических фолах. Создана тренером «Интернационале» Эленио Эррерой в 1960-х годах.
- Квадрат — игровой элемент тренировки (разминки), заключающийся в коллективном контроле мяча двух групп игроков с использованием одного или двух касаний, проводится на ограниченной части половины поля. Одной из разновидностью упражнения является противоборство одного игрока против нескольких — допустивший ошибку становится в центр квадрата и противодействует розыгрышу мяча другими игроками (в этом варианте используемое пространство значительно меньше по площади).
- Квадрупл — завоевание одной командой четырёх главных футбольных трофеев в течение одного сезона.
- Кипер (сокр. от «голкипер») — вратарь.
- Компенсированное время — устоявшийся термин[2] для обозначения времени, добавленного судьёй к основному времени тайма с целью компенсации различных задержек, вызванных травмами игроков, заменами и т. п.
- Контратака — незамедлительный переход в атаку после отбитой атаки противника.
- Корнер (от англ. corner) — угловой удар.
- Костолом — футболист (по большей части — защитник или опорный полузащитник), играющий жёстко и грубо, на грани и за пределами дозволенного.
- Коуч (от англ. coach) — главный тренер (в Британии — тренер).
- Крестовина — стык между штангой и перекладиной.
- Кросс — передача мяча низом, навесом и длинной передачей верхом с фланга в штрафную площадь. Под этим словом в основном понимают достаточно сильную передачу с фланга примерно в центр штрафной. Подавать кроссы – основная задача фланговых полузащитников
- Крупный счёт — преимущество одной из команд в три и более голов (более трёх — также разгром).
- Кузьмич — болельщик, не причисляющий себя к фанатскому движению.
- Кубок — 1) турнир, либо целиком проводимый по олимпийской системе, либо решающие матчи которого проводятся по ней; 2) символический главный приз, вручаемый победителю соревнования.
- Круг
  - фаза группового турнира или чемпионата, на протяжении которой команда встречается со всеми своими соперниками единожды.
  - окружность радиуса 9,15 метра с центром в центральной точке футбольного поля.

## Л
- Латераль (от итальянского laterale — боковой) — крайний защитник, активно поддерживающий атаку либо вообще закрывающий всю бровку.
- Лайнсмен — судья на линии, боковой судья.
- Легионер — игрок клуба, не имеющий гражданства страны, в национальном чемпионате которой он участвует[a].
- Либеро — свободный защитник.
- Лига — то же, что дивизион, серия и т. п.
- Лимит (на легионеров) — ограничение количества легионеров[a], которых клуб может одновременно выпустить на поле, заявить на матч или турнир.
- Лимитчик — игрок, присутствие которого на поле обязательно в соответствии с правилом соревнования о возрастном ограничении.
- Лифт (сленг) — команда, которая постоянно чередует выступления в двух дивизионах, один из которого ниже или выше на один порядок.
- Лазарет — игроки с травмами.
- Лонгбол (от англ. long ball, длинный мяч) — применяющаяся командой незамысловатая тактика ведения игры с использованием главным образом длинных передач (см. также бей-беги и навал).

1. 1 2  При этом в некоторых случаях, оговоренных правилом (регламентом) конкретного соревнования (например, принадлежность гражданства определённой группе стран или футбольных федераций, определённое количество матчей за сборную и пр.) ряд иностранцев могут не считаться легионерами.

## М
- Мальчики для битья — заведомо слабая команда.
- Матч — состязание двух футбольных команд в течение отведённого футбольными правилами и судьёй времени. Матч состоит из двух таймов.
- Матч за 6 очков — матч между претендентами на одно и то же место в своей группе: на первое, на призовое вообще или на место вне зоны вылета.
- Межсезонье — промежуток времени между чемпионатами.
- Минимальная победа — преимущество одной из команд в один гол (мяч).
- Мундиаль (от испанского mundial — мировой) — чемпионат мира.
- Мяч — спортивный снаряд для игры в футбол.
- Мышелов — вратарь. Данное название вратаря было распространено у советских болельщиков.[источник не указан 988 дней]

## Н
- Набегание — технический приём, при котором игрок, не владеющий мячом, производит движение в предполагаемую зону получения передачи.
- Набор (действие) — набор игроков — кандидатов в команду, ДЮСШ. Противопоставляется отбору (по определённым критериям).
- Набор (в контексте комплектации) — количественный состав (см. подбор игроков).
- Навал — атакующие действия, при которых команда как можно быстрее стремится доставить мяч в зону ворот соперника и подавить его числом игроков и ударов. Термин зачастую употребляется применительно к последним минутам (секундам) матча при крайней необходимости одной из команд забить мяч для изменения счёта. «Тактика навала» характеризуется беспорядочностью и хаотичностью, обусловленными спешкой. См. также бей-беги и лонг-бол.
- Навес — от навесная передача — высокий пас по воздуху (как правило — с фланга или по диагонали, вперёд).
- Наесться (сленг) — психологически и/или физически устать.
- Нападающий — игрок линии атаки.
- Напихать — жёсткая и чрезвычайно эмоциональная установка тренера игрокам во время перерыва или прямо во время матча. Выполняется для воодушевления команды в том случае, если команда проигрывает или не оправдывает ожиданий.
- Ничья — результат матча, при котором не выявлен победитель.
- Ножницы — технический приём, при котором футболист бьёт по мячу, когда обе ноги скрещиваются в воздухе.
- Нырок
  - имитация нарушения правил с целью «выпросить» у арбитра штрафной удар или пенальти;
  - способ удара головой по низколетящему мячу в падении.

## О
- Оборона — ликвидация или недопущение опасности своим воротам командными силами.
- Обработка мяча — коррекция скорости и расположения мяча после приёма передачи на более удобные для дальнейших действий.
- Обрез — неудачный пас, который перехватил соперник.
- Овертайм — то же, что и дополнительное время.
- Огород (сленг) — газон на футбольном поле очень низкого качества.
- Один в один — противостояние двух игроков соперничающих команд в конкретном игровом моменте (обыграть «один в один» — уйти от преследования, выиграв единоборство).
- Один на один (выход «один на один», в последнее время часто говорят «выход „один в один“») — выход игрока на выгодную (голевую) позицию с вратарём при отсутствии в непосредственной близости других игроков.
- Оле-оле-оле — футбольная кричалка.
- Опека — тактика осуществления обороны, при которой:
  - защитник в основном играет в отведённой ему зоне, стремясь тем самым не допустить образования оперативного простора для атакующей команды (зональная опека);
  - защитник старается играть как можно ближе к опекаемому игроку соперника, стремясь тем самым перехватывать предназначенные последнему передачи или помешать ему сделать пас или удар (персональная опека).

В настоящее время чаще всего применяется смешанный тип опеки.
- Оперативный простор — зона футбольного поля, свободная от футболистов, в которую в результате грамотных технико-тактических действий атакующей команды врывается игрок с мячом или доставляется мяч на «набегание» атакующего футболиста.
- Опорник — опорный полузащитник.
- Основное время — номинальный промежуток времени, составляющий для тайма — 45 мин, а для матча — 90 мин. В играх взрослых команд тайм и матч всегда (за исключением чрезвычайных обстоятельств) длятся не менее указанных промежутков.
- Отбой: «играть на отбой» — обороняться преимущественно безадресными «выносами», даже не помышляя о контригре.
- Отбор — перехватывание мяча у соперника, коллективный отбор — совокупность действий (приёмов) игроков команды, направленных на пресекание контроля мяча соперником с последующим собственным завладеванием мячом (примером таких действий может служить прессинг). Также отбор в контексте действия: отбор игроков — кандидатов на место в команде, ДЮСШ и т.д (часто противопоставляется набору — когда берут, не особо смотря на соответствие требуемым критериям).
- Отгрузить (сленг) — синоним слова «забить», как правило, применяется в случае большого количества забитых голов.
- Открывание — выход футболиста на выгодную позицию во время атак.
- Открытый футбол — игра обеих команд проходит в атакующем стиле, с быстрым переходом из обороны в атаку.
- Открыться — выйти на свободную от защитников позицию во время атак («отдал — открылся»).
- Отложенный штраф — нарушение правил обороняющейся командой, после которого мяч остается у атакующей команды для продолжения атаки. После окончания атаки выносится наказание игроку, нарушившему правила. В том числе, рикошет от руки игрока обороняющейся команды, приведший к голу, и гол с мгновенного подбора после игры рукой полевого игрока обороняющейся команды.
- Отскок
  - выигрыш или ничья, добытые благодаря счастливой случайности.
  - (тж. рикошет) касание мяча игроком, после которого мяч помимо его воли отлетает к игроку противоположной команды.
- Офсайд — положение «вне игры».
- Очко:
  - Очко (сленг) — область между ног игрока соперника при пробрасывании туда мяча. Позволить обвести себя подобным образом считается грубой ошибкой. (См. также домик у вратаря)
  - Очки — баллы, начисляемые команде за победные и ничейные матчи в турнирах.

## П
- Парашют — удар по мячу с приданием последнему крутой навесной траектории.
- Пас (передача) — передача мяча от одного игрока команды другому игроку этой же команды.
  - См. также Ход (передача на ход).
  - Пас в недодачу — в отличие от передачи на ход, пас партнёру чуть назад, когда игроку нужно замедлиться для принятия передачи.
  - Пас вразрез, разрезающая передача — пас между двумя игроками соперника в свободную зону.
- Пассивный офсайд — положение игрока, который, находясь на чужой половине поля в момент передачи мяча от игрока своей команды, находится ближе всех к воротам соперников относительно любого игрока защищающейся команды, при этом не принимая активного участия в эпизоде.
- Паспортист — игрок, имеющий гражданство страны, в национальном чемпионате которой участвует (в противоположность легионеру; см. легионер, лимит на легионеров).
- Пенальти (от англ. penalty) — 11-метровый штрафной удар.
  - Послематчевые пенальти — серия 11-метровых штрафных ударов, назначаемая в кубковых матчах для окончательного определения победителя.
- Пента-трик — пять голов, забитых одним игроком в течение одного матча.
- Передача — пас.
- Перекладина — верхняя штанга ворот.
- Переписанный — игрок, возраст которого занижен (по сравнению с реальным годом рождения).
- Перерыв — промежуток времени между таймами матча.
- Перехват — прерывание точного паса игроком противоположной команды.
- Пиджак — номинальный главный тренер, заявленный из-за отсутствия соответствующей лицензии у фактического главного тренера.
- Плеймейкер (от англ. playmaker) — распасовщик; игрок, через которого чаще всего идут атаки; игрок, делающий игру (как правило, атакующий полузащитник); диспетчер.
- Пляжники — игроки в пляжный футбол
- Подбор:
  - подбор (мяча) — завладевание мячом в результате отскока мяча после единоборства (часто случаются после навесов или стандартных положений).
  - подбор игроков в команде — уровень качества укомплектованности (слабый подбор игроков, качественный подбор игроков).
- Подача — длинный пас с фланга в штрафную соперника.
- Подвал — нижняя часть турнирной таблицы.
- Подкат — способ отбора мяча, при котором защищающийся игрок в падении, скользя по траве (подкатываясь), выбивает мяч из-под ног нападающего.
- Подсесть (о команде в целом) — сбавить игровую активность вследствие усталости или преимущества в счёте.
- Подходы — напрягающие соперника атакующие действия, выходы на предударные позиции, провоцирующие возникновения голевых ситуаций, но недотягивающие до голевых моментов (могут заканчиваться неопасными ударами или неудачным последним пасом на выгодную позицию).
- Подчищать — исправлять ошибки партнёра (партнёров), страховать, термин зачастую используется применительно к вратарю. Защитника, выполняющего функцию страховки, нередко называют чистильщиком (при схеме с последним защитником — либеро).
- Подъём (удар подъёмом) — подъём ступни и соответствующая часть (центр) бутсы.
- Пожарить — сеять панику возле собственных ворот, совершая обрезы и неточные передачи. От «привозить» отличается отсутствием голевых последствий.
- Позиционная атака — атака на ворота с долгим розыгрышем комбинации на половине поля соперника.
- Покер — в советские времена так именовали пять мячей, забитые одним игроком в течение одного матча. Сейчас же так чаще называют четыре мяча.
- Положить — нанести точный несильный голевой удар (чаще всего употребляется при голе со штрафного).
- Поучер (англ. poacher — браконьер) — нападающий, играющий на грани офсайда. Цель — получив мяч на ход, ворваться за счёт ускорения в свободную зону между защитниками и пробить по воротам.
- Поле — место, где проходит игра. От 90 до 120 м в длину, от 45 до 90 метров в ширину (рекомендуемые FIFA размеры — 105х68 м)
- Полузащитник — игрок средней линии (крайний; центральный; опорный — опорник).
- «Правая нога» (или «левая нога») — подсказка игроку, владеющему мячом, от партнёра по команде о том, что оппонент пытается совершить отбор с соответствующей (правой или левой) стороны.
- Предупреждение:
  - устное замечание судьи игроку, нарушившему правила;
  - жёлтая карточка.
- Прессинг — тактика, основанная на постоянном нападении на игроков соперника и направленная на отбор мяча или создание препятствий для начала атаки.
- Привозить — совершать ошибки, которые приводят к голу соперника.
- Прокидывание — несильный, точный удар по мячу для перемещения его в более выгодное положение. Прокинуть себе на ход — вариант приема длинного паса при набегании, не останавливаясь.
- Прострел — сильная передача низом с фланга в штрафную соперника параллельно линии ворот.
- Противоход: удар в противоход вратарю — удар по воротам в сторону от вратаря, противоположную той, в которую тот начал двигаться. Затрудняет отражение удара, так как вратарю придется резко менять свой импульс.
- Пыр: удар пыром — удар с носка.
- Позиционирование — вовремя открываться (см. открывание), находиться или вовремя сделать рывок в ту зону в которую могут отдать передачу, и с передачи пробить по воротам.

## Р
- Рабона — удар, который наносится по мячу позади опорной ноги. В правильном исполнении, ноги игрока скрещиваются одна за другой (также называется «удар крестом» или «крест»).
- Разгром — преимущество одной из команд в три, а как правило — в четыре и более голов (в три — крупный счёт).
- Рама — ворота (дворовый сленг).
- Раумдойтер (нем. raumdeuter — «искатель пространства») — игрок, который не привязан к конкретной позиции и ищет свободные зоны для открывания. Термин связывают с немецким полузащитником Томасом Мюллером, называя его «первым раумдойтером».
- Ремонтада (исп. la remontada — «возвращение») — ситуация, при которой команда отыгрывается и побеждает в ответном матче после разгромного поражения в первой игре. Слово ремонтада является близким по значению термином к слову камбэк. Термин получил популярность в Испании в 2017 году после того, как «Барселона» обыграла «Пари Сен-Жермен» со счётом 6:1, проиграв в первой встрече со счётом 4:0.
- Рефери — главный судья.
- Роза (также розетка) — фанатский шарф.

## С
- Саммари (англ. Summary — резюме, итог)  — отчёт о матче (со статистическими данными: количество ударов, процент владения, фолы, карточки и пр.); также часто может употребляться в значении видеоотчёта, см. Хайлайты.
- Свеча, свечка, зарядить (зажечь) свечу — запустить мяч высоко вверх по крутой навесной траектории, особенно вблизи ворот соперника; такой удар, как правило, ловит вратарь.
- Свипер — свободный защитник.
- Свободный художник — см. Треквартиста.
- Свободный удар — непрямой штрафной удар. Гол после исполнения данного штрафного удара засчитывается только в том случае, если хоть один из игроков любой команды коснулся мяча во время его пути до ворот. Если мяч влетел в ворота, а судья не зафиксировал данного касания, назначается удар от ворот, если мяч попал в ворота соперника, или угловой удар в пользу команды соперника, если мяч попал в собственные ворота.
- Сезон — период времени относительно календарных времён года, который включает в себя подготовку к официальным соревнованиям и непосредственно соревновательный период. Определение сроков начала и окончания сезона происходит ежегодно. В странах, которые играют по системе весна—осень, сезон начинается в марте, в странах, которые играют по системе осень—весна — в июле или августе.
- Серебряный гол — гол, забитый в любом из таймов дополнительного времени, после которого игра продолжается до конца этого тайма и, если до этого времени противник не отыграется, заканчивается победой забившей команды. Правило «Серебряного гола» применялось в различных футбольных турнирах с 2003 по 2008 гг., в настоящее время в официальных турнирах отменено.
- Серия — то же, что дивизион, лига и т. п.
- Симулянт — игрок, имитирующий нарушение правил против него (может быть наказан за это жёлтой карточкой).
- Скаут — человек, занимающийся сбором информации о потенциальном игроке, его наблюдением, разведкой и вербовкой для своего клуба.
- Скидка — короткий пас, выполняемый для более комфортного приёма или удара сокомандником; в частности — сброс мяча головой после выигранного верхового единоборства.
- Скрещивание — технический приём, когда игрок с мячом бежит навстречу партнеру и в момент сближения оставляет ему мяч или делает вид, что отдаёт пас, а сам продолжает движение с мячом.
- Слив (сливы, от сливать) — проигрыш или потеря турнирных очков командой вследствие потери мотивации. Причинами могут являться: изменение (или решение) задач на сезон, ухудшение финансового положения клуба и пр. Сливы следует рассматривать отдельно от договорняков (договорняк может быть частным случаем слива, но, иначе говоря, не каждый слив — договорняк). Также, слив — коллективно принятое футболистами решение (в отличие от предыдущего определения — преднамеренное) о смене тренера (неудачными матчами/результатами сливают тренера).
- Снять мяч с головы (о вратаре) — поймать руками передачу на голову нападающему соперника в последний момент.
- Собака — опорный полузащитник, хорошо разрушающий действия соперника.
- Стадион — спортивное сооружение, место проведения матча.
- Стадия — фаза турнира или чемпионата.
- Стандарт, стандартное положение — одно из стандартных положений в игре: угловой, штрафной или свободный удар (формально сюда относится и пенальти).
- Статист (сленг, неодобр.) — игрок соперника, не оказавший должного сопротивления.
- Створ ворот — внутренняя площадь ворот (не включающая перекладины и штанги).
- Стенка:
  - защитное построение игроков обороняющейся команды во время пробития штрафного удара для уменьшения площади обстрела ворот;
  - технический приём (также наз. «стеночки»; «сыграл в стенку» (с партнёром) — про игрока, воспользовавшегося этим приёмом), при котором один игрок отдаёт пас другому и тут же получает от него мяч обратно в другой точке (вместе с терминами «кружева», «вязь» является одним из атрибутов так называемого «спартаковского» (или — комбинационного) футбола).
- Стоппер — опорный защитник.
- Страйкер (от англ. strike, бить или от англ. striker, молотобоец) — 1) ярко выраженный нападающий, центральный форвард, 2) любой игрок, являющийся постоянной угрозой воротам соперника, обычно часто забивающий.
- Стык — единоборство в борьбе за мяч нескольких (обычно — двух) игроков противоположных команд.
- Стыки — стыковые (переходные) матчи (как правило — в формате плей-офф) за право играть в определённом турнире (дивизионе).
- Стюард — сотрудник, который ассистирует организаторам массовых мероприятий. В его обязанности входит контроль за соблюдением порядка на стадионе и безопасности зрителей.
- Сухарь (сленг футбольных статистиков) — матч, в котором вратарь не пропустил гол.
- Сухарь с изюмом (сленг футбольных статистиков) — матч, в котором вратарь не пропустил гол и отразил пенальти.
- Сухой лист — задание мячу вращения вокруг наклонной оси. Основным признаком удара «сухой лист» является траектория полёта мяча. Изначально мяч летит по сложной дуге — сумме вращательных движений вокруг вертикальной и поперечных осей — и на последнем участке траектории падает резко вниз. Исполняется внешней стороной стопы. Также гол, забитый с углового удара по такой траектории.
- Сейв — (от англ. save, спасать) отражение вратарем опасного удара, который мог привести к голу. Особенно выдающиеся по технике «спасения» называют суперсейвами.

## Т
- Тактическая схема, тактическая расстановка, напр. 4-4-2, 4-3-3 и др. — см. Тактические построения в футболе.
- Тайм — одна из двух частей футбольного матча. Тайм состоит из 45 минут, определённых футбольными правилами, плюс компенсированное время, добавленное судьёй.
- Тащить (затащить, вытащить) (о вратаре) — отразить опасный удар, особенно в броске.
- Технарь
  - игрок, обладающий высокой техникой владения мячом, дриблингом;
  - техническое поражение.
- Техническое поражение — поражение команды, присваиваемое уполномоченным органом команде за грубое нарушение правил проведения матча, регламента турнира, неявку команды на игру и т. д. Техническое поражение может быть засчитано обеим командам.
- Тики-така — стиль игры, основанный на активном перемещении и коротком пасе.
- Товарняк — товарищеский матч.
- Точка — отметка в штрафной для пробития 11-метрового штрафного удара. Указать на точку — назначить пенальти.
- Трансферное окно — период времени, когда возможны переходы игроков из одного клуба в другой.
- Трансфер — переход игрока за деньги из одного клуба в другой.
- Требл — выигрыш одной командой трёх трофеев за один сезон (чемпионат, кубок страны и либо кубок лиги, либо кубок УЕФА).
- Треквартиста (свободный художник) — итальянский термин. Игрок, который не играет ни в нападении, ни в полузащите, но держит все нити игры.
- Треугольник — техника коллективного контроля мяча, при которой трое партнеров, находящихся вблизи, быстро передают мяч друг другу.
- Тройник — три матча подряд на выезде. Распространено употребление у фанатов в контексте затяжного выезда (без промежуточных возвращений домой) — пробить тройник. (Аналогично — четверник, двойник).
- Трусы̀ — просторные шорты.
- ТТД (технико-тактические действия) — сумма полезных (в совокупности прочих) действий игрока (удары, передачи, перехваты и др.) за время нахождения на поле.

## У
- Убить, прибить (в отношении судьи, применительно к команде) — совершать ошибки, фатально влияющие на результат матча, приводящие к неизбежному поражению.
- Уверенная победа - преимущество одной из команд в два гола.
- Угловой удар — назначается, когда мяч, последний раз коснувшись игрока защищающейся команды, полностью пересёк лицевую линию поля по земле или по воздуху. А бьётся с любой точки сектора радиусом в 1 м и центром в правом или левом углу поля от ворот защищающейся команды.
- Угловой флажок — флажок на шесте, устанавливаемый в углу поля и служащий для однозначного определения, пересёк ли мяч лицевую или боковую линию. Если мяч попадает в угловой флажок и отскакивает в поле, игра продолжается[3].
- Угол, без дополнительного уточнения — угол ворот, см. Шестёрка.
- Удаление — исключение участника матча путём показа красной карточки. Судья имеет право удалять не только полевых, но и запасных игроков, а также тренеров команд. Удалённый обязан пройти в подтрибунное помещение и больше в матче участвовать не может, даже в качестве зрителя.
- Удар в «молоко» — удар мимо ворот. Часто удар намного выше ворот, не представляющей никакой опасности.
- Удар подъёмом — удар, выполняемый центром бутсы. Исполняется на технику.
- Удар пыром — удар, выполняемый с носка. Исполняется на силу.
- Удар шведкой — удар, выполняемый внешней стороной стопы. Исполняется на технику.
- Удар щёчкой — удар, выполняемый внутренней стороной стопы. Исполняется на технику.
- Удар по входящей (линии) — кручёный удар, летящий в сторону ворот.
- Удар по уходящей (линии) — кручёный удар, летящий в сторону от ворот.
- Удар Паненки — способ исполнения футбольного пенальти, при котором игрок делает вид, будто собирается сильно пробить по мячу, однако в последний момент подсекает его по навесной траектории в ворота, таким образом обманывая вратаря. Приём получил название в честь чехословацкого полузащитника Антонина Паненки, который таким способом забил решающий пенальти в финале чемпионата Европы по футболу 1976 года в ворота сборной ФРГ.
- Улитка (рулетка; финт Зидана, вращение Бербатова (Berbatov spin)) — финт, при котором игрок в ходе разворота вокруг своей оси на 360 градусов одной ногой останавливает мяч, затем другой прокидывает его.

- Ускорение (легкоатлетический термин) — разгон и кратковременный бег на максимальной скорости.

## Ф
- Фаворит — команда, у которой больше шансов на победу. Противоположность андердогу.
- Фанат — представитель активной части болельщиков (ультрас) из организованной группы поддержки.
- Фантазиста — итальянский термин. Футболист с тончайшей техникой и прекрасным ви́дением поля.
- Финт — обманное движение, обманный приём, исполняемый футболистом.
- Форвард (от англ. forward) — нападающий.
- Фол (от англ. foul) — нарушение правил.
- Фол последней надежды — нарушение правил, влекущее за собой лишение соперника очевидной возможности забить гол. Наказывается удалением с поля путём показа красной карточки.

## Х
- Хайлайты (от англ. highlights) — нарезка матча из ключевых эпизодов. Также в этом же значении может употребляться термин саммари.
- Хет-трик — три мяча, забитые одним футболистом в одном матче.
- Хавбек (от англ. half-back) — полузащитник.
- Ход: сделать передачу на ход — отправить мяч в точку далее по направлению движения быстро бегущего партнера, чтобы тот смог принять и обработать его, не снижая скорости.
- Хрустальность[источник не указан 988 дней] — подверженность травматизму (хрустальный, также хрусталь — игрок, подверженный частым травмам).

## Ч
- Чемпионат — соревнование, проводимое с использованием круговой системы. Характерным признаком чемпионата можно считать наличие не менее одной игры с каждой командой своего дивизиона. Как правило, чемпионат состоит из двух кругов.
- Черпачок, удар «за шиворот» вратарю — удар по воротам по навесной траектории с расчётом перебросить вратаря, вышедшего из ворот.
- Чистильщик — см. либеро, подчищать.

## Ш
- Шатаут (англ. shutout) — матч, сыгранный командой без пропущенных мячей (то же что и «сухарь»).

- Шведка или шведа — внешняя сторона стопы.
- Шестёрка — сленговое название нижних зон створа ворот, расположенных в непосредственной близости от обеих штанг. Название происходит от применяющегося в тренировочном процессе упражнения, в котором в случае попадания игроком в указанные зоны ему начисляется по 6 очков.
- Штанга — боковая стойка ворот.
- Штрафная площадь — площадь перед воротами, в пределах которой вратарю позволено играть руками. Любое нарушение правил игроками в штрафной площади своих ворот карается назначением пенальти.

## Щ
- Щёчка — внутренняя сторона стопы.